# جون س. ريس
جون س. ريس (بالإنجليزية: John C. Reiss)‏ هو كاهن كاثوليكي أمريكي، ولد في 13 مايو 1922 في ريد بانك (نيوجيرسي) في الولايات المتحدة، وتوفي في 4 مارس 2012 في لورينسفيل في الولايات المتحدة بسبب مرض.